# Асад, Хафез
Ха́фез аль-А́сад (араб. حافظ الأسد‎; 6 октября 1930, Кардаха — 10 июня 2000, Дамаск) — сирийский государственный, политический и военный деятель, президент Сирии (1971—2000), премьер-министр Сирии (1970—1971), секретарь регионального командования сирийского регионального отделения партии Баас, генеральный секретарь национального командования партии Баас (просирийская фракция) (1970—2000), министр обороны Сирии (1966—1972), генерал.
В 1963 году Асад принял участие в военном перевороте, приведшем партию Баас в Сирии к власти, и был назначен командующим САВВС. В 1966 году он участвовал в новом перевороте, отстранившем отцов-основателей партии от управления государством в пользу генерала Салаха Джадида. Заняв в новом правительстве пост министра обороны, Хафез в 1970 году в результате очередного военного переворота свергнул Джадида.
Оказавшись у власти, Асад дерадикализировал политику партии — ослабил контроль над частной собственностью и улучшил отношения со странами, которые его предшественники считали реакционными. Во время холодной войны он встал на сторону СССР в обмен на поддержку в противостоянии с Израилем, претендуя на роль выразителя арабских интересов в регионе, отказавшись, однако, от идеологии панарабизма. Установил однопартийный режим с сильной президентской властью, разделив руководство страной по религиозному принципу (сунниты номинально руководили политическими институтами, а алавиты — вооружёнными силами, разведкой и спецслужбами) и урезав его прежде совещательные функции[прояснить].
Единолично руководя страной, Хафез изначально выбрал в преемники своего брата Рифата, имевшего репутацию коррупционера, однако в 1983—1984 годах в ходе кризиса наследования, вызванного ухудшением здоровья Хафеза, Рифат попытался взять власть в свои руки и был изгнан из Сирии. Следующий преемник, старший сын Хафеза Басиль, в 1994 году погиб в автокатастрофе. Очередным преемником стал его младший сын Башар, ко времени гибели Басиля не имевший политического опыта, что вызвало недовольство в правящих кругах, утихшее после понижения в должности некоторых критиковавших решение президента функционеров. В 2000 году Хафез Асад скончался от сердечного приступа. Его фактическим наследником стал Башар Асад.

## Ранняя жизнь

### Происхождение
Хафез Асад родился 15 октября 1930 года в деревне Кардаха в принадлежавшей к племени калбийя алавитской семье На’сы и Али Сулеймана Асада, будучи его девятым и четвёртым от второго брака сыном. Его отец, прозванный местными жителями эль-Асадом (с араб. — «лев») и сделавший в 1927 году это прозвище своей фамилией, пользовался авторитетом среди алавитской общины и выступал против французского мандата. Однако в 1936 году Али Сулейман вошёл в число 80 лидеров алавитской общины, подписавших письмо к премьер-министру Франции с протестом против вхождения территорий алавитов, опасавшихся вызванного статусом религиозного меньшинства притеснения в объединённой Сирии, в её состав. Позже он сотрудничал с французами и занимал должность в оккупационной администрации. После вывода французских войск с территории Сирии в 1946 году алавиты не пользовались доверием со стороны многих сирийцев, поскольку считались коллаборационистами.

### Детство и юность
В девятилетнем возрасте Хафез покинул родную деревню и поступил в школу, став первым представителем семейства, получившим образование, в преимущественно суннитской Латакии, подвергаясь предвзятому отношению как алавит. Он прекрасно учился, получив несколько наград. Проживая в бедном, преимущественно алавитском районе, Асад сблизился с политическими партиями, лояльно относившимися к алавитам — коммунистической, социальной националистической и Баас. Вступив в последнюю в 1946 году, вместе с небогатыми, выступавшими против элиты суннитами, некоторые из которых позже стали его друзьями и политическими союзниками, Асад создавал её студенческие ячейки, участвовал в пропагандистской работе и столкновениях с Братьями-мусульманами, поддерживавшимися учащимися из обеспеченных и консервативных семей. Таким образом, он приобрел в партии значительное влияние. В 1949—1951 годах Хафез занимал пост главы комитета по делам учащихся собственной школы, затем стал главой студенческого союза Сирии.

### Карьера в ВВС

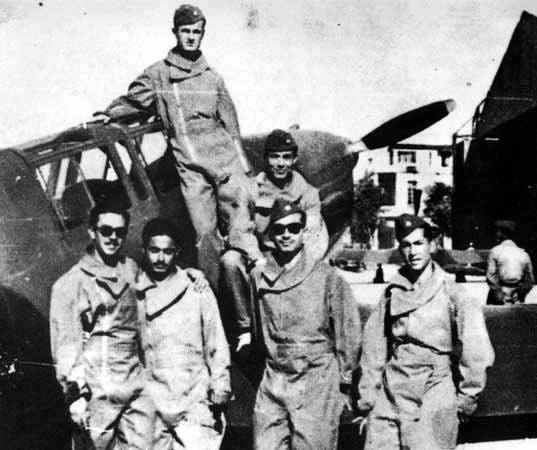
Хафез аль-Асад на крыле Fiat G.46-4B во время учёбы в академии, 1951—1952 годы

После окончания школы Асад хотел поступить в университет Святого Иосифа в Бейруте и стать врачом, но у его отца не было денег на обучение. Поэтому в 1950 году он поступил в военную академию ВВС в Хомсе, предоставлявшую пищу, общежитие и стипендию. Там Хафез познакомился с будущим министром обороны Мустафой Тласом. Одновременно он посещал лётную школу в Алеппо. В 1955 году Асад выпустился в звании лейтенанта, во время учёбы выиграв приз лучшему пилоту, и был направлен на авиабазу Меззе близ Дамаска.
В 1954 году вооружённые силы раскололись в ходе военного переворота, свергнувшего генерала Адиба аш-Шишакли и вернувшего к власти гражданского президента Хашима аль-Атасси, в 1955 году сменённого Шукри аль-Куатли, который был президентом Сирии ещё при французах. Баас за счёт антизападной идеологии начала сближение с Коммунистической партией. В 1955 году Асад был направлен в Египет на шестимесячные тренировки. Во время Суэцкого кризиса он совершал разведывательные полёты над северной и восточной Сирией. В 1957 году, будучи командиром эскадрильи, Хафез был направлен в СССР, где обучался пилотированию МиГ-17.
В 1958 году Египет и Сирия образовали Объединённую Арабскую Республику. Все сирийские политические партии были распущены, а офицерский корпус сирийских вооружённых сил и в особенности его часть, поддерживавшая коммунистов, подвергся сокращению. Несмотря на это, Асад остался на службе и быстро рос в звании. Достигнув звания капитана, он был переведён в Египет, где обучался вместе с Хосни Мубараком.

## Военный переворот 1963 года
Карьеру военного Асад рассматривал как путь в политику. Баас, запрещённая во время существования ОАР, переживала кризис, в котором некоторые из её членов — большей частью молодёжь — винили её лидера Мишеля Афляка, распустившего партию по приказу Насера. Для восстановления сирийского регионального отделения Баас Мухаммад Умран, Салах Джадид и Хафез Асад вместе с некоторыми другими членами партии сформировали военный комитет. В 1957—1958 году он занял в нём руководящую роль, что смягчило последствия его перевода в Египет. После того, как Сирия в сентябре 1961 года вышла из состава ОАР, новым правительством вместе с другими офицерами-баасистами Асад был отправлен в отставку и назначен на небольшую административную должность в министерстве транспорта.
Асад играл незначительную роль в провалившейся попытке переворота офицеров-насеристов в 1962 году, за участие в которой был арестован в Ливане, но в этом же году вернулся на родину. На пятом национальном съезде партии переизбранный генеральным секретарём национального командования Афляк восстановил её сирийское отделение и согласился поддержать военный переворот с целью захвата власти, предложенный военным комитетом через Умрана. После успеха иракского переворота, в ходе которого в феврале 1963 местное отделение Баас захватило власть, в марте комитет согласовал свержение президента Назима аль-Кудси, которое Асад помог спланировать. Первоначально назначенное на 7 марта, по приказу Хафеза выступление было отложено на день. Во время переворота возглавил небольшое подразделение, имевшее целью захват авиабазы в городе Думайр в 40 километрах к северо-востоку от Дамаска. Группа будущего президента Сирии, единственная из принимавших участие в заговоре войск, столкнулась с сопротивлением: бомбардировщикам на авиабазе было приказано бомбить мятежников, и группа торопилась достичь её до рассвета, однако из-за сопротивления со стороны 70-й бронетанковой бригады подразделению удалось добраться до Думайра лишь днём. Под угрозой артобстрела командующий авиабазой сдался.

## На пути к власти
Вскоре после избрания Асада членом сирийского регионального командования партии в сентябре 1963 года ему было поручено усилить позиции комитета среди армейского руководства, покончив с делением вооружённых сил на фракции и сделать из них, по собственному заявлению Хафеза, «армию идеологии». Для этого он привлёк основателя партии Заки Арсузи, который вместе с ним посещал армейские базы и рассказывал солдатам о баасизме, за что благодаря Асаду ему была назначена пенсия от правительства. Он продолжил идеологическую обработку вооружённых сил путём назначения лояльных офицеров на ключевые позиции в армейском руководстве, уделяя особое внимание политическому воспитанию солдат.
Через некоторое время Хафез был произведён в майоры, затем в подполковники. К концу 1963 года в руководстве страны он отвечал за ВВС, через год став их командиром в звании генерал-майора. На новом посту Асад дал привилегии офицерам, назначил соратников на важные, но уязвимые должности и создал эффективную разведывательную сеть — Воздушные разведывательные силы, независимые от ВВС и других сирийских разведывательных агентств.

### Переворот 1966 года
После восстания Братьев-мусульман в Хаме в 1964 году Асад поддержал силовое решение конфликта, что привело к расколу в военном комитете между Умраном, сторонником объединения с панарабскими силами, и Джадидом, придерживавшимся концепции однопартийного государства подобно коммунистическим странам Европы. Асад как обладавший меньшим влиянием сперва придерживался нейтралитета, но в итоге поддержал Джадида, предположительно, из-за солидарности с его взглядами. Потеряв контроль над военным комитетом, Умран повернулся к Афляку и национальному командованию, сообщив о намерении комитета сместить партийное руководство, и командующим лояльных комитету спецподразделений вместо Умрана был назначен брат Хафеза Рифат.
В стремлении к власти военный комитет объединился с «регионалистами» — членами партийных ячеек, отказавшимися самораспускаться в 1958 году. Несмотря на то, что генеральный секретарь считал их предателями, Асад называл их «истинными ячейками», что в том числе отражало противоречия между комитетом и национальным командованием. В 1965 году на восьмом национальном съезде партии он был избран членом её национального командования, её высшего руководящего органа, и пользовался служебным положением для информирования Джадида о деятельности руководства. После съезда сирийское региональное командование было расформировано, на пост премьер-министра Афляком была предложена кандидатура Салах ад-Дина Битара, чему противились Асад и Ибрагим Махус, считая его автократом и сторонником правых идей и обвиняя его в подрыве партии путём приказа о роспуске отделения Баас в Сирии. Не поддерживая генерального секретаря и его сторонников, тем не менее Хафез противился демонстрации силы против них и в ответ на неизбежный военный переворот выехал в Лондон.
21—23 февраля 1966 года национальное командование было свергнуто военным комитетом, что привело к окончательному расколу в партии, формированию двух её международных фракций — просирийской и проиракской — и установлению нео-баасизма господствующей идеологией в Сирии.

### Правление Салаха Джадида
После переворота Асад был назначен министром обороны в правительстве радикальных социалистов, видевших свою цель в кардинальной перестройке общества. В новой должности он оказался на переднем краю сирийско-израильского конфликта, однако не имел большой власти и больше подчинялся приказам. Несмотря на собственные радикальные взгляды, Хафез противился поспешным реформам. Фактический лидер страны Джадид занял пост заместителя секретаря регионального командования партии, оставив суннитам историческое руководство исполнительной властью. Нуреддин аль-Атасси был назначен на три из четырёх важнейших государственных поста: президента, генерального секретаря национального и секретаря регионального командований Баас, Юсуф Зуэйин занял пост премьер-министра. Укрепляя свою власть, Джадид сконцентрировался на решении гражданских вопросов, де-факто передав Асаду контроль над вооружёнными силами, не расценивая его как угрозу.
В конце 1966 года участник переворотов 1963 и 1966 годов Салим Хатум, чувствовавший себя униженным после того, как не был назначен в региональное руководство в феврале, и желавший возвращения первого секретаря регионального командования после восстановления сирийского регионального отделения в 1963 году к власти, попытался свергнуть Джадида, но потерпел неудачу. Во время визита в Сувайду Джадид и Атасси были окружены в городе и захвачены преданными Хатуму войсками, однако друзские старейшины запретили убийство гостей и предложили лидеру заговорщиков, друзу, подождать, и Джадид, которого Хатум намеревался убить при первой возможности, был помещён под домашний арест. На подавление мятежа Асад направил 70-ю бронетанковую бригаду. Город был подвергнут артиллерийскому обстрелу и бомбардировке с воздуха, и Хатум со своими сторонниками бежал в Иорданию, где им было предоставлено политическое убежище. Благодаря быстрому подавлению попытки переворота Асад удостоился признательности Джадида. Среди членов партии в вооружённых силах были проведены чистки, в ходе которых было уволено несколько сотен офицеров. Репрессии против командного состава, имевшие место с 1963 года, ослабили армию и не оставили ей ни шанса на победу в Шестидневной войне в 1967 году.

#### Начало борьбы против Джадида
Поражение арабов в Шестидневной войне, в ходе которой Израиль захватил Голанские высоты, вызвало серьёзный кризис управления страной. Гражданские руководители обвиняли военных в некомпетентности, на что те отвечали критикой оппонентов, которой подвергся и возглавлявший гражданские институты власти Джадид. Несколько высокопоставленных членов партии потребовали отставки Асада с поста министра обороны и члена регионального командования. С перевесом в один голос региональное командование оставило Хафеза на занимаемых им должностях. В конце войны сторонники Афляка Умран и Амин аль-Хафез были освобождены из тюрьмы. С последним связались оппозиционно настроенные офицеры, желавшие свергнуть правительство, однако он отказался участвовать в заговоре из опасений, что переворот в то время сыграет на руку Израилю, а не Сирии.
Основываясь на фактах, связанных с потерей Сирией Голанских высот в ходе Шестидневной войны, сирийские «Братья-мусульмане» утверждали, что Асад потерял Голанские высоты не из-за некомпетентности и трусости вооружённых сил, а заранее согласовал эту потерю с Израилем. По этой причине «Братья-мусульмане» называли Асада Абу Ригалем, имея в виду человека в доисламской Аравии, который якобы за определённую сумму денег привёл в Мекку войска Абрахи, желавшего разрушить Каабу.
Попытка устранения с политической арены Асада, не имевшего до этого больших властных амбиций и не игравшего большой роли в политике с переворота 1963 года до начала войны, стала предтечей его противостояния за власть с Джадидом. Тот, несмотря на то, что сразу после войны Асад занялся созданием сети преданных ему людей в вооружённых силах и продолжил назначить друзей и близких родственников на высокие посты, всё так же не расценивал его как угрозу.

##### Противоречия с Джадидом
Хафез считал поражение в войне виной прежде всего Джадида, а не своей собственной. На тот момент фактический лидер страны полностью контролировал поддерживающее его региональное командование. Асад расценивал концепции «народной войны» и классовой борьбы, приверженцем которых являлся и которые продвигал даже после поражения в Шестидневной войне Джадид, как провалившиеся и подрывающие позиции Сирии в мире, считая, что постоянные рейды недостаточно контролировавшихся палестинских боевиков на территорию Израиля привели к началу военных действий. Джадид разорвал дипломатические отношения со странами, которые считал реакционными, в частности, с Саудовской Аравией и Иорданией, что вылилось в прекращение материальной помощи стране как участнику войны со стороны других арабских стран.
В то время как Джадид и его сторонники делали упор на социализм и «внутреннюю революцию», Хафез считал необходимым сфокусироваться на внешней политике и сдерживании Израиля. К тому времени в партии не было единства по многим идеологическим и внутриполитическим вопросам, которые оживлённо обсуждались в кулуарах, и к моменту четвёртого регионального съезда противоречия стали неразрешимыми. Асад желал «демократизировать» Баас, снизив требования для вступления в неё. Джадид не одобрял излишнюю её численность, считая, что вступление в партию было оппортунизмом. Хафез считал, что такие взгляды заставили бы членов Баас чувствовать себя привилегированным классом. Недостаток власти на местах Асад расценивал как ещё одну проблему: все решения принимались на уровне совета министров. После того, как иракское отделение партии, продолжавшее считать Афляка лидером, 17 июля 1968 года захватило власть в стране, Хафез был одним из немногих высших государственных лиц, высказавшихся за примирение с ними, в том же году предложив создать «восточный фронт» против Израиля. Асад критиковал политику сближения с СССР, считая её провалившейся — во многих аспектах отношения между государствами были на низком уровне из-за неприятия Советским Союзом джадидовской концепции научного социализма, вызвавшей критику последнего в советской прессе. Хафез, напротив, призывал к прагматизму в принятии решений.

#### Развитие конфликта
Конфликт между Асадом и Джадидом стал предметом обсуждения в вооружённых силах и партии. В стране сложилось двоевластие. Вскоре после попытки отстранения от занимаемых им постов в 1967 году Асад начал укреплять свои позиции среди офицерского корпуса заменой высшего командного состава на своих ставленников: на пост начальника генерального штаба, находившегося в плохих отношениях с Джадидом, но уволенного из-за жалобы на излишнее влияние алавитов в вооружённых силах, был назначен друг Хафеза Мустафа Тлас, позже ставший его заместителем как министра обороны. Также со своих должностей были смещены основатель и экс-член военного комитета партии, бывший командующий Голанским фронтом и командир 70-й бронетанковой бригады.
Ко времени четвёртого регионального и десятого национального партийных съездов в сентябре и октябре 1968 года соответственно Хафез упрочил власть над армией, Джадид продолжал контролировать партию. На обоих съездах Хафез оказался в меньшинстве, и его предложения были подавляющим числом голосов отклонены, однако под его давлением из регионального командования были исключены теоретики социализма премьер-министр Юсуф Зуэйин и министр иностранных дел Ибрагим Махус. Вмешательство вооружённых сил в политику, однако, не находило поддержки у рядовых членов партии. С ухудшением разногласий между Асадом и Джадидом военному и гражданскому крыльям партии было запрещено соприкасаться, что не помешало первому на пути к власти.

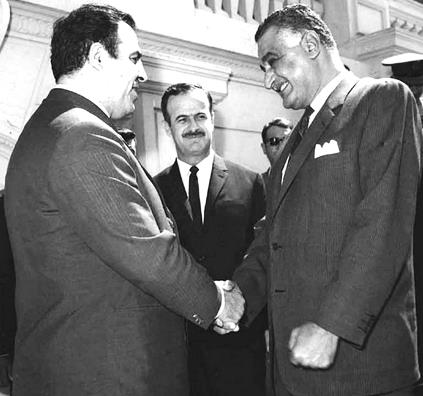
Асад (в центре) и Нуреддин аль-Атасси (слева) на встрече с Насером, 1969

В то время, как Хафез контролировал вооружённые силы, органы разведки и госбезопасности подчинялись Джадиду через директора службы национальной безопасности партии Абд аль-Карима ад-Джунди. В феврале 1969 года конфликт между Асадом и Джадидом вылился в вооружённые столкновения между воинскими подразделениями, верными брату Хафеза Рифату, и силами ад-Джунди, подозреваемого Рифатом в подготовке покушения на брата, в чём предполагаемый исполнитель сознался под пытками, что дало Рифату повод считать директора службы национальной безопасности угрозой.
25—28 февраля по приказу Асада в Дамаск были введены танки, коллективы журналистов двух партийных изданий и радиостанций в столице и в Алеппо были сменены лояльными ему, в преимущественно алавитских Латакии и Тартусе были смещены местные руководители. Началась волна арестов сторонников ад-Джунди. 2 марта после телефонного разговора на повышенных тонах с главой военной разведки директор службы национальной безопасности совершил самоубийство. Асад выразил свои соболезнования, несмотря на то, что он и подтолкнул ад-Джунди к суициду.
Несмотря на устранение угрозы в лице покойного, Хафез не решился воспользоваться моментом для свержения Джадида. Состав регионального командования не изменился, однако действия Асада подтолкнули Джадида к ограниченным реформам: классовая борьба перестала быть инструментом пропаганды, критика реакционизма и других арабских государств была свёрнута, некоторые политические заключённые освобождены, сформировано коалиционное правительство во главе с Баас, создан «восточный фронт» антиизраильской борьбы с Ираком и Иорданией, восстановлены дипломатические отношения с многими из прежде враждебных государств. Насер, президент Алжира Хуари Бумедьен и иракские баасисты к тому времени начали прилагать усилия для примирения Асада и Джадида.

#### Переворот 1970 года
Вскоре после провального сирийского вторжения в Иорданию в ходе событий «чёрного сентября» 1970 года Асад начал подготавливать вооружённый захват власти. После посещения им похорон Насера 1 октября Хафез вернулся в Сирию на внеочередной национальный съезд Баас, назначенный на 30 октября, где подвергся осуждению со стороны Джадида и его сторонников, составлявших подавляющее большинство делегатов, однако перед этим Асад приказал верным ему войскам окружить здание, где проходило заседание. Съезд, закончившийся 12 ноября, всё же принял решение об отстранении Асада и Тласа с занимаемых ими постов, что уже не имело никакого значения. По приказу Хафеза ключевые члены правительства Джадида были арестованы. Джадиду, а также многим руководителям средней руки, были предложены посты в сирийских посольствах, однако Джадид отказался от поста, сказав Асаду: «Если я приду к власти, тебя протащат по улицам, пока ты не умрёшь» и был заключён в тюрьму Меззе, где и умер в 1993 году. Переворот был бескровным. 16 ноября свежесозданное временное региональное командование партии опубликовало свой первый указ.

## Правление

### Внешняя политика

#### Война Судного дня
После арабского поражения в Шестидневной войне Асад был уверен, что израильтяне победили благодаря военной хитрости. С приходом к власти своей главной внешнеполитической целью он считал возвращение оккупированных в ходе войны арабских территорий. Хафез поддержал отклонение Сирией резолюции 242 Совета Безопасности ООН, думая, что она ликвидирует палестинский вопрос. Долгое время Асад был убеждён, что заставить Израиль сесть за стол переговоров можно только путём военных действий.
На момент свержения Джадида в 1970 году Сирия была изолирована, и для войны с Израилем ей требовались союзники и военная помощь. Через почти три месяца после того, как занял пост президента, Асад посетил Москву. Советское руководство поначалу с подозрением относилось к новому сирийскому лидеру, считая, что в своей внешней политике он склоняется к Западу, однако Хафез предложил СССР постоянное военное присутствие на территории страны и право пользования базами ВМС, и вскоре в Сирию начались поставки советского оружия. Сотрудничество оказалось плодотворным: в феврале 1971 — октябре 1973 годов Асад несколько раз встречался с Л. И. Брежневым.
Президент был уверен, что предстоящий конфликт обречён на поражение без участия в войне Египта, считая, что крах ОАР привёл к поражению в Шестидневной войне и что Сирии необходим второй фронт. К тому моменту её отношения с Египтом и Иорданией находились не на лучшем уровне. В 1971 году Асад и президент Египта Анвар Садат подписали соглашение о союзе в рамках Федерации Арабских Республик, чьи саммиты использовались как площадка для военного планирования. В том же году двумя странами была достигнута договорённость о назначении командующим объединёнными силами египетского генерала Садека. В 1972—1973 годах Египет и Сирия наполняли арсеналы и тренировали армии. 21—23 августа 1973 года на секретной встрече военного руководства двух стран начальниками генштабов был подписан документ о намерении начать войну против Израиля. 26—27 августа в ходе переговоров между Асадом, Садатом и министрами обороны Мустафой Тласом и Хосни Мубараком была подтверждена взаимность этого стремления.
У Египта имелись свои взгляды на цели предстоящей войны: Садат намеревался упрочить позиции страны в мирных переговорах с Израилем, не поставив в известность сирийского лидера. Начальник египетского генштаба генерал аш-Шазли с самого начала считал, что его государство не в состоянии развернуть полномасштабные боевые действия против Израиля, и выступал за их ограниченность. Египетское руководство критиковало партию Баас, видя в ней ненадёжного союзника.

##### Ход войны

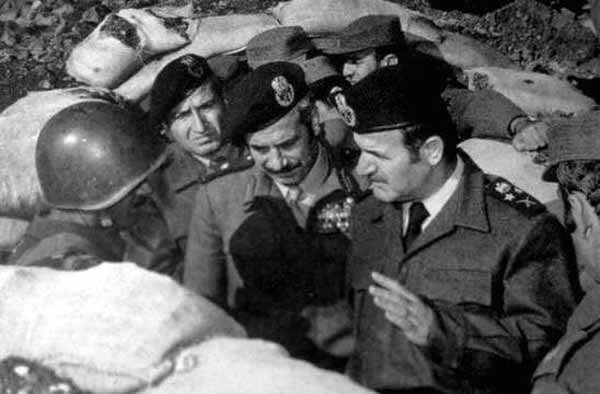
Асад и Тлас на Голанском фронте

6 октября 1973 года египетские и сирийские войска пересекли израильскую границу в Синайской пустыне и на Голанских высотах соответственно, прорвав вражеские линии обороны. В начале войны стороны обвинили друг друга. На Голанах сирийцы столкнулись с ожесточённым сопротивлением и смогли продвинуться только 8 октября. Их изначальные успехи были достигнуты благодаря навыкам офицерского корпуса, пополнявшегося за счёт заслуг кандидатов, а не политических причин. Умение сирийцев и египтян обращаться с новым советским оружием позволило пресечь господство Израиля в бронетехнике и воздухе. 7—14 октября после занятия части территории Синайского полуострова египетская армия прекратила боевые операции: египетское руководство считало собственные цели конфликта достигнутыми, министр обороны генерал Али, несмотря на первоначальные успехи, действовал осторожно, в то время как сирийские войска на Голанских высотах продолжали сражаться и 9 октября под натиском израильтян были вынуждены отступить к пурпурной линии. К 13 октября война была в целом проиграна, однако сирийская армия сохранила боеспособность.
14 октября Египет частично возобновил боевые действия из стремления Садата заполучить поддержку Асада при заключении мирного договора, однако не достиг успехов из-за их непродуманности. К 21 октября израильтяне сумели мобилизоваться, что свело на нет первоначальное преимущество арабов. Из-за характера египетского участия в конфликте отношения между президентами двух стран накалились. Позже Хафезу станет известно, что во время войны Садат практически каждый день связывался с госсекретарём США Генри Киссинджером. Тем временем президент Египта призвал к прекращению огня под американским посредничеством, ещё не зная, что США прочно встали на сторону Израиля. 16 октября в обращении к членам Народного собрания Садат ещё раз повторил о необходимости перемирия, не поставив Асада в известность. Каир посетил председатель Совета министров СССР А. Н. Косыгин, убеждавший египетского президента согласиться на прекращение огня без отвода израильских войск с занятых ими территорий, на что тот сначала не соглашался, но после того, как 18 октября Косыгин вернулся со спутниковыми снимками, демонстрировавшими около трёхсот израильских танков на египетской территории, в конце концов уступил. После этого Садат отправил Асаду телеграмму, в которой признал поражение в войне, но сирийский лидер, находившийся в лучшем положении, сохранял присутствие духа.
22 октября египетская сторона призвала к перемирию, не упомянув вывод израильской армии с оккупированных территорий как его условие, началу прямых переговоров между противоборствующими сторонами и соблюдению резолюции 242 Совета Безопасности ООН. Хафез был раздражён действиями Садата, о которых не был поставлен в известность заблаговременно. День спустя Сирия приняла условия прекращения огня в соответствии с резолюцией 338 СБ ООН.

#### Сирийская оккупация Ливана
В 1976 году сирийские войска без разрешения мирового сообщества вторглись в Ливан, где уже год шла гражданская война. С заключением египетско-израильского союза Сирия осталась единственным из угрожавших Израилю граничащих с ним государств. Асад пытался выступить посредником в ливанском конфликте, однако потерпел неудачу и отдал приказ базировавшейся в Сирии и подчинявшейся местному командованию Армии освобождения Палестины перейти ливанскую границу. К тому времени для усиления своего влияния в регионе Израиль открыл границы для ливанских беженцев-маронитов. Несмотря на поддержку сирийского руководства, премьер-министру Ливана Рашиду Караме не удалось сформировать правительство.
В начале 1976 года к президенту Сирии обратились за помощью некоторые члены ливанской политической элиты, желавшие свергнуть президента-христианина Сулеймана Франжье. Асад был открыт к диалогу, но не поддержал заговорщиков. Когда власть попытался захватить генерал аль-Ахдаб, сирийские войска помешали его планам. Тем временем радикальные левые начали одерживать верх в конфликте. Лидер Ливанского национального движения Камаль Джумблат видел в военной победе условие отставки Франжье. Хафез не желал победы ни левых, усилившей бы позиции палестинцев, ни правых, вместо этого ища компромисс, обезопасивший бы Ливан и регион в целом. 24 марта Джумблат встретился с президентом Сирии, попытавшись убедить его поддержать Национальное движение, но тот заявил о необходимости перемирия для проведения в том же году президентских выборов.
Несмотря на то, что Организация освобождения Палестины официально не принимала участия в конфликте, несколько её отрядов сражались с ЛНД. Сирия пыталась заставить главу ООП Ясира Арафата вывести его боевиков с территории Ливана, угрожая им прекращением помощи, однако две стороны так и не достигли соглашения. После отставки Франжье Асад оказал давление на ливанский парламент с целью избрания президентом Ильяса Саркиса. Выборы в знак протеста против американского и сирийского влияния на политическую жизнь страны бойкотировала треть членов её законодательного собрания.
31 мая 1976 года началось поддержанное Израилем и США полномасштабное вторжение сирийской армии на ливанскую территорию, формальным поводом для которого послужили бомбардировки маронитских населённых пунктов. Интервенция позволила Сирии стать главной политической силой страны. Постепенно сирийское военное присутствие было увеличено до 30 тысяч человек. Баасистская палестинская группировка «ас-Сайка» и сирийская бригада АОП «Хитин» сражались с палестинцами-сторонниками Национального движения.
Вскоре после начала сирийской военной операции ей выразили поддержку лидеры ливанской христианской общины. Местными мусульманами было сформировано объединённое командование палестинскими отрядами, в число которых не вошла «ас-Сайка», загнанная бойцами ООП в её оплот близ столичного аэропорта и вскоре влившаяся с другими лояльными Дамаску левыми отрядами в состав сирийской армии. 8 июня последняя была выбита из Сайды, столкнувшись с жестоким сопротивлением ООП в Бейруте. Действия Хафеза по уничтожению Организации освобождения Палестины и заключению союза с маронитами вызвали сильное неприятие в арабском мире, и сирийское правительство обратилось в Лигу арабских государств с просьбой о помощи в разрешении конфликта. В Ливан были направлены Арабские сдерживающие силы. Сирия тем временем пыталась постепенно ослабить ЛНД и его палестинских сторонников, однако до заключения перемирия 17 октября сирийским войскам не удалось захватить опорный пункт Национального движения город Алей. Через некоторое время численность АСС возросла до 30 тысяч человек, преимущественно сирийцев. Несмотря на то, что в отдельных точках продолжились тяжёлые бои, к началу нового года большинство палестинских и ливанских группировок сложили тяжёлое вооружение.
Асад расширял свой контроль над Ливаном путём террора и устрашения: в 1977 году Джумблат был убит, предположительно, сирийскими агентами, в 1982 году сирийцами было организовано убийство новоизбранного президента Башира Жмайеля, чьему приходу к власти в ходе израильского вторжения поспособствовали израильтяне. Оба из них препятствовали попыткам президента Сирии усилить своё влияние в стране. В 1983 году благодаря стараниям Хафеза было сорвано подписание ливано-израильского договора, в 1985 году из-за партизанской войны, которой Асад оказывал поддержку, израильские войска покинули Южный Ливан. В середине 1980-х годов террористические акты против палестинцев и на иорданской территории сорвали примирение ООП и короля Хусейна и замедлили сотрудничество между Иорданией и Израилем на западном берегу реки Иордан.

### Внутренняя политика
На посту президента Хафез первым делом пытался восстановить единство нации, которое считал потерянным при Афляке и Джадиде: с самого начала правления, в отличие от последнего, посещал деревни и выслушивал жалобы местного населения, нанёс визит к Султану аль-Атрашу в знак признания его заслуг перед арабским восстанием, по инициативе Хафеза в Союз писателей Сирии были возвращены подвергшиеся преследованию авторы, выражавшие интересы радикальных баасистов. Хоть и не демократизировав страну, Асад смягчил репрессивную политику государства: спецслужбы подверглись чистке, некоторые следственные функции вооружённых сил перешли к полиции, конфискация имущества была отменена. Хафез снизил цены на основные продукты питания на 15 процентов, что увеличило его народную поддержку, и снял ограничения на торговлю и передвижение с Ливаном, поощрял рост частного сектора.
Большинству сторонников Джадида было предложено работать с Асадом или подвергнуться репрессиям. В 1970 году он привлёк в партию её старую гвардию, поддержавшую Афляка в 1963—1966: в Баас вернулись около 2000 бывших её членов. В 1971 году на серии судебных процессов Афляк и Амин аль-Хафез были заочно осуждены за государственную измену. Около 100 их сторонников были приговорены к тюремному заключению, но вскоре освобождены.
На 11-м национальном съезде партии Хафез убедил её членов в том, что его правление полностью отличается от правления Джадида, и что он даст старт «корректирующему движению», призванному вернуть Сирию на «путь националистического социализма», подчеркнув, в отличие от Джадида, особое значение освобождения оккупированных территорий.

#### Усиление власти и культ личности

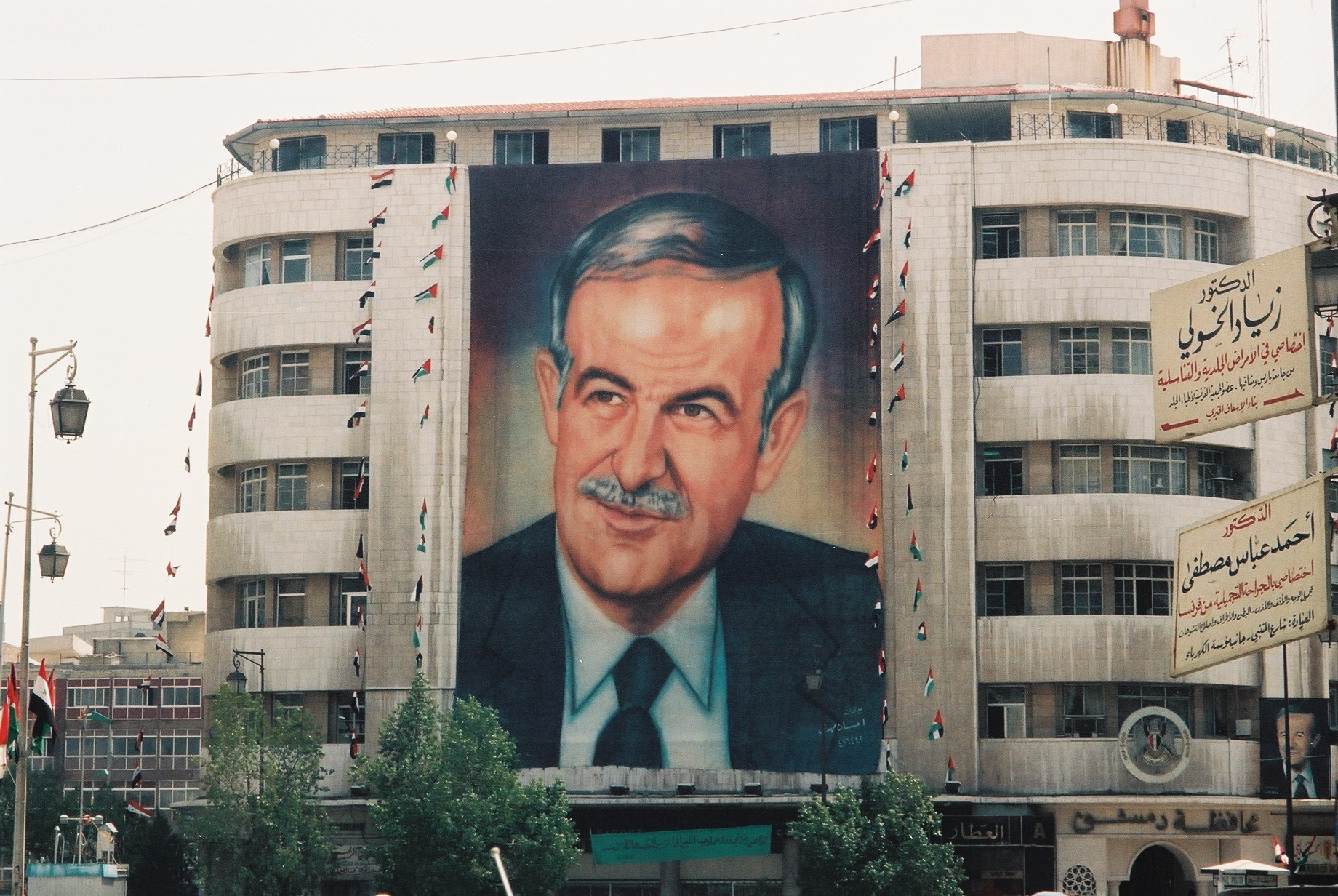
Огромный портрет в Дамаске, 1994

Асад усилил президентскую власть, во многих аспектах придав ей функции, ранее возлагавшиеся на продвигавшуюся партией провалившуюся концепцию «военного ленинизма», в гибрид которого вместе с голлистским конституционализмом превратилась Сирия. Он создал систему, в которой последнее слово оставалось за главой государства, ослабив совещательные функции правительства и партии. С началом всеохватывающего культа личности Асад стал в одиночку олицетворять режим, а преданность вождю заменила идеологические устои, в связи с чем широко распространилась коррупция. Желая стать панарабским лидером, с момента прихода к власти он расценивал себя как преемника Насера: выстроил систему управления государства подобно ему и превозносил его лидерство среди арабов, вместе с широко распространёнными в публичных местах фотографиями Асада, часто изображавшими его героем, размещались фотографии Насера. В честь президента Сирии и членов его семьи именовались многочисленные географические объекты и учреждения, исполнялись песни, изучаемые в школе, с которых начинался каждый день в ней. Подчас пропаганда уподобляла его богу: его мать после её смерти изображалась с ореолом, самого его сирийские официальные лица называли «просветлённым». Собственное прославление продолжил и преемник Хафеза, его сын Башар.
Хоть Асад и не правил в одиночку, его соратники в конечном счёте так и не приобрели влияние на него. Ни один член правящей элиты не подвергал сомнению его решения, в противном случае лишаясь должности. Двумя высшими органами исполнительной власти являлись региональное, ответственное за назначение президента и через него — кабинета министров, и национальное командования партии, которые в качестве регионального и национального секретаря соответственно возглавлял Асад и чьи совместные заседания напоминали политбюро соцстран. С усилением президентской власти полномочия регионального командования и его членов были урезаны. Номинально оба командования подчинялись региональному и национальному съезду, однако последний, де-юре стоявший выше первого, включавший баасистов из других стран и потому сравниваемый с Коминтерном, де-факто власти не имел, функционируя как внешнеполитическая и идеологическая секция регионального съезда. На прошедшем в 1985 году 11-м региональном съезде, последнем при жизни Хафеза, функции съезда по надзору за руководством страны были переданы обладавшему меньшей властью Национальному прогрессивному фронту.

#### Религиозная политика
Придя к власти, Асад превратил спецслужбы и органы государственной безопасности в оплот алавитов, составивших фундамент режима, тем самым ослабив его. Ведущими фигурами в госбезопасности стали родственники президента: его брат Рифат контролировал «боевые бригады», зять Аднан Махлюф служил заместителем командующего президентской гвардии. Асад держал под контролем вооружённые силы через офицеров-алавитов, в 1990-х годах ещё больше упрочив их позиции в армии путём назначения на пост начальника генерального штаба алавита Али Аслана. Алавиты назначались на руководящие посты больше из-за их близости к президенту и преданности ему, чем из-за их профессиональных качеств, превратившись в правящую элиту. Несмотря на это, в начале правления Асада заметными фигурами в руководстве государства были сунниты, в частности, Абдель Халим Хаддам и Мустафа Тлас, однако власти, независимой от Хафеза и алавитского большинства в госбезопасности, у них не было: так, командующий ВВС в 1971—1978 годах Наджи Джамиль не мог издавать приказы без согласия на то руководителя разведки ВВС алавита генерала аль-Хаули. После провалившегося исламистского восстания Асад стал ещё больше опираться на своих родственников, а сунниты в руководстве страны потеряли некоторую автономию.

#### Экономика

Сооружённая в 1974 дамба Табка (в центре) и водохранилище «Аль-Асад» в 1996

Начатые президентом Сирии экономические реформы, имевшие целью модернизацию сельскохозяйственного и промышленного секторов экономики страны, имели некоторый успех: в 1973 году на реке Евфрат с помощью СССР была сооружена крупнейшая в Сирии дамба Табка, образовавшая водохранилище «Аль-Асад», что увеличило водоснабжение пахотных земель, выработку электричества и стало символом промышленного и технического развития страны, доходы многих крестьян и рабочих выросли, улучшилось их социальное обеспечение, госслужащим в годовщины прихода Асада к власти выплачивались премии в размере 20 процентов от зарплаты, развивались здравоохранение и образование. Городской средний класс, пострадавший во время правления Джадида, приобрёл новые экономические возможности.
Несмотря на это, к 1977 году стало ясно, что частично из-за провалов во внешней и внутренней политике, природных бедствий и коррупции реформы в целом не достигли успеха. К имевшимся хроническим проблемам социально-экономического характера добавились новые: неэффективность, бесхозяйственность, коррупция в государственном, общественном и частном секторах экономики, неграмотность, плохое качество образования в сельской местности, увеличение эмиграции специалистов, инфляция, уменьшение торгового сальдо, высокая стоимость проживания, дефицит товаров народного потребления. Финансовое бремя вторжения в Ливан 1976 году и последующей его оккупации в ходе гражданской войны лишь ухудшило экономическое положение страны: ещё более распространилась коррупция, появился чёрный рынок. Зарождавшийся предпринимательский класс вместе с высшими военными чинами, включая брата Хафеза Рифата, занялся контрабандой из Ливана, что затронуло доходы государства и подогрело взяточничество среди членов правящей элиты.
В начале 1980-х годов состояние сирийской экономики ухудшилось, к середине 1984 года серьёзной проблемой стал дефицит продуктов питания. Правительство признало его существование и предложило осторожное экономическое планирование в качестве решения. Несмотря на это, дефицит сахара, хлеба, муки, а также дерева, железа и строительных материалов продолжился и в августе, что вылилось в повышение цен, длинные очереди и широкое распространение чёрного рынка. Контрабанда из Ливана стала обычным явлением. Асад пытался бороться с ней, чему препятствовало вмешательство в неё Рифата, чьи отряды ввозили в страну товаров на 400 000 долларов в день: в июле 1984 года было сформировано эффективное воинское подразделение по борьбе с контрабандистами на сирийско-ливанской границе, за первую неделю службы изъявшее товаров на 3,8 миллиона долларов.
За начало 1990-х годов сирийская экономика выросла на пять—семь процентов: увеличились объём экспорта (в том числе нефтепродуктов) и торговое сальдо, инфляция оставалась умеренной (15—18 процентов). В мае 1991 года были приняты меры по либерализации экономики и привлечению инвесторов, большинство из которых были арабскими государствами Персидского залива, вкладывавшими деньги в инфраструктуру и строительство. В соответствии с социалистической идеологией партии государственные компании приватизированы не были. В середине 1990-х годов страна впала в рецессию, через несколько лет экономический рост сократился до 1,5 процентов, в то время как население выросло на 3—3,5 процента. Роль государства во внешней торговле увеличилась. Спад сирийской экономики совпал с рецессией на мировых финансовых рынках. Падение цен на нефть в 1998 году стало для экономики страны серьёзным ударом, но она сумела частично восстановиться после их роста в том же году. В 1999 году из-за тяжёлой засухи урожай сельскохозяйственных культур сократился на 25—30 процентов по сравнению с урожаем 1997—1998 годов. В качестве мер помощи, имевших ограниченный характер и не оказавших заметного влияния на экономику Сирии, фермерам были выданы компенсации и займы, организована бесплатная раздача фуража.
Правительство пыталось сократить рост населения, добившись минимальных успехов. Из-за недостаточной модернизации, либерализации и открытости экономики переговоры о торговом соглашении с Европейским союзом провалились: руководство государства отказывалось реформировать банковскую систему, разрешить существование частных банков и открыть фондовую биржу.

#### Исламистское восстание
Прагматическая политика Хафеза привела к появлению в стране «нового класса» в лице партии Баас, существование которого он признал в обмен на поддержку в противостоянии с Израилем. Направленные на либерализацию экономики реформы, проводившиеся Асадом, правящая элита использовала для личного обогащения. Осуществление многих правительственных программ было поручено за взятки иностранным компаниям, что ещё более углубило разрыв между государством и частным бизнесом. Бюджетные средства выводились за границу, госсобственность стала предметом манипуляции, высшие должностные лица и политики получали откаты от предпринимателей. Алавитское руководство вооружённых сил и органов госбезопасности обладало наибольшими активами. Это, наряду с разочарованием суннитов в этатизме, кумовстве и неравенстве режима, подогрело исламистское восстание, в авангарде которого стояли Братья-мусульмане, выступавшие за умеренный ислам с начала своей политической деятельности в Сирии в 1960-х годах. Тогда ими руководил Мустафа ас-Сибаи, после ареста которого движение возглавил брат сирийского политика Наджах Аттар Иссам, идеологически противопоставлявший организацию режиму, но после запрета властей на возвращение Аттара в страну с хаджа в 1963 году Братья-мусульмане в Сирии оказались рассеяны, однако с созданием центрального коллективного руководства им в 1975—1978 годах удалось из 500—700 членов в Алеппо десятикратно вырасти в численности, а к 1978 году насчитывать 30 000 человек по всей стране.

##### События восстания
В середине-конце 1970-х стали происходить вооружённые нападения на видных членов алавитской правящей элиты, с ужесточением став предметом конфликта между силовой, представленной Рифатом Асадом, и либеральной, возглавляемой премьер-министром Махмудом аль-Аюби, фракциями партии. На её седьмом региональном съезде в 1980 руководители государства, исключая Хафеза и его ставленников, подверглись жёсткой критике со стороны делегатов, призывавших к антикоррупционной кампании, «очищению» правительства, уменьшению влияния на политику вооружённых сил и органов госбезопасности и к политической либерализации, и с согласия Асада на пост главы нового правительства молодых технократов был назначен Абдуль Рауф аль-Касм, что, однако, не привело к смягчению критики власти, и суннитский средний класс и радикальные левые в надежде, что восстание покончит с правлением Баас, начали сотрудничать с исламистами.

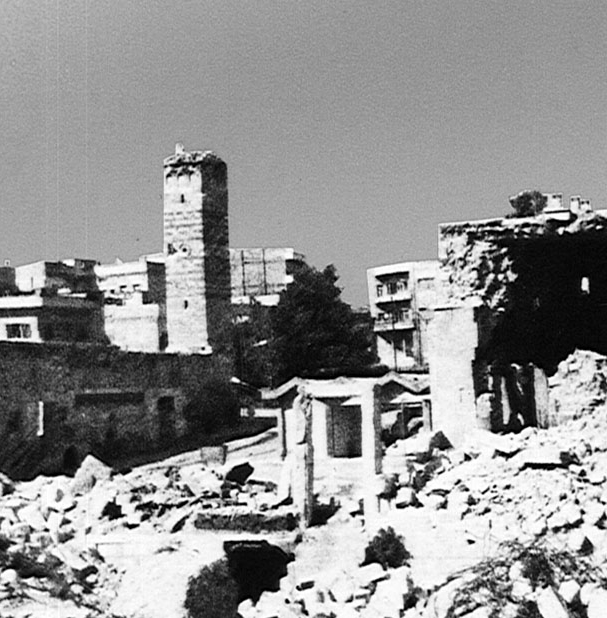
Один из районов мятежной Хамы после операции правительственных войск, 1982

Считая, что преимущество в конфликте на их стороне, в 1980 году исламисты перешли к партизанской войне, регулярно атакуя правительственные учреждения в Алеппо, где власти начали терять контроль над ситуацией, затем беспорядки, поддержанные пострадавшими от репрессий режима и одним из основателей Баас Салах ад-Дином Битаром, вместе со старой гвардией партии выступавшим против усиления роли военных в политике, перекинулись на другие сирийские города, что усилило позиции сторонников жёсткой линии. Были начаты широкомасштабные чистки, на север страны для подавления восстания были направлены войска, но успеха не достигли, и силовая фракция обвинила США в разжигании конфликта, призвав к усилению «революционной бдительности», окончательно одержав победу во внутрипартийной борьбе после неудачного покушения на Асада в июне того же года. Режим перешёл к государственному терроризму: по приказу Рифата заключённые-исламисты тюрьмы Тадмор были казнены, членство в Братьях-мусульманах стало караться смертной казнью, эскадронам смерти был отдан приказ об убийстве Битара и бывшей жены Аттара, пленных повстанцев стал судить военный трибунал, подчас без разбора приговаривавший к высшей мере наказания.
Кульминация конфликта, резня в Хаме в феврале 1982 года, сокрушила восстание: в ходе бомбардировок с воздуха, обстрела с вертолётов и из артиллерии, применения бульдозеров город был полностью разрушен, погибли тысячи людей. Режим выстоял не за счёт своей популярности у народа, а за счёт дезорганизованности и малой поддержки оппозиции со стороны городского населения. Суннитский средний класс всё же продолжил поддерживать партию из-за неприятия им идеологии исламизма. После подавления беспорядков власть вновь обратилась к милитаристскому ленинизму, свернув либеральные реформы. В ходе противостояния Баас была ослаблена: выдвижение кандидатов на региональный и национальный съезды путём голосования и всякая открытая дискуссия внутри партии прекратились. Сирия стала более тоталитарной, позиция Асада как непререкаемого лидера укрепилась.

#### Кризис наследования 1983—1984 годов

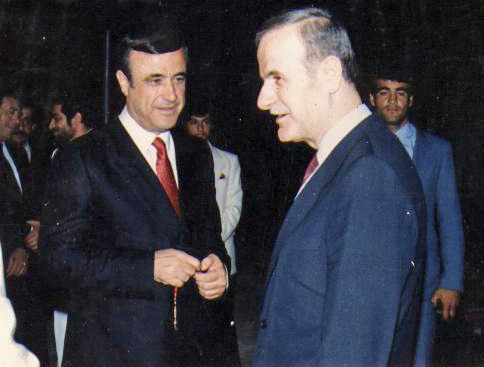
Хафез со своим братом Рифатом, 1980-е

В ноябре 1983 года Асад, страдавший сахарным диабетом, перенёс сердечный приступ, осложнённый флебитом, что породило кризис наследования. 13 ноября после посещения госпиталя, где проходил лечение Хафез, Рифат, не веривший, что его брат сможет и дальше править страной, объявил о выставлении своей кандидатуры на предстоящих президентских выборах, не получив одобрения у окружения президента, которое Рифат попытался щедрыми обещаниями убедить поддержать его. До своего смещения в 1985 году он расценивался сирийцами как символ коррупции, приобретя не соответствующее и так высокому окладу командующего «оборонными бригадами» состояние. Ему недоставало статности и харизмы брата. Вооружённые формирования под его командованием, насчитывавшие 50 тысяч бойцов, вместе с самим Рифатом не пользовались доверием ни у руководства страны, ни у её рядового населения, считаясь коррумпированными, недисциплинированными и жестокими, офицеры других подразделений были недовольны монополией оборонных бригад на охрану Дамаска, наличием у них собственных разведки и тюрем и их более высокой зарплатой. Рифат тем временем не терял надежды стать преемником главы государства: в ходе «войны плакатов», продлившейся неделю до улучшения самочувствия последнего, военнослужащие лояльных его брату воинских подразделений заклеивали плакаты с Хафезом плакатами с их командиром, на что верные президенту войска отвечали обратным.
Вскоре после этого сторонники Рифата были смещены с их должностей. 27 февраля 1984 года оборонные бригады и республиканская гвардия находились в шаге от вооружённых столкновений, предотвращённых назначением Рифата на пост вице-президента 11 марта после того, как он передал командование оборонными бригадами своему зятю, верному президенту. Несмотря на это, в ночь на 30 марта им был отдан приказ окружить Дамаск и войти в него. Республиканская гвардия была приведена в состояние боевой готовности, 3-я бронетанковая дивизия заблокировала пути в город, окружив войска брата Хафеза, рассчитывавшего на поддержку командующего спецназом Али Хайдара, однако тот стал на сторону главы государства. Рифат был отправлен в ссылку, вернувшись в Сирию лишь в 1992 году, но уже не играя никакой политической роли. Численность оборонных бригад была урезана на 30—35 тысяч человек, их функции были переданы республиканской гвардии, чей командующий Аднан Махлюф был произведён в генерал-майоры. Сын Хафеза Басиль, майор, приобрёл в гвардии большое влияние.

#### Выбор преемника и смерть
Рифат готовился президентом на роль преемника с 1980 года, однако попытка захвата братом Хафеза власти ослабила её вертикаль, и глава государства попытался укрепить её путём назначения нового преемника — Басиля, которому была отведена большая роль в политике, что породило ревность со стороны правящей элиты. Решению Хафеза после гибели Басиля в 1994 году отозвать в страну из Великобритании его брата Башара, где тот проходил учёбу, воспротивился генерал Хайдар, не одобрявший династическое наследование и начавшиеся в Вашингтоне мирные переговоры с Израилем. Он считал, что мнение военных теперь ничего не значит, и в результате был заменён на посту командующего войсками специального назначения алавитом генерал-майором Али Махмудом и арестован, но вскоре отпущен.
Басиль был назначен в охрану президентского дворца в 1986 году, год спустя — командующим оборонных бригад, что дало пищу слухам о том, что именно ему Асад готовится в будущем передать власть. Во время президентских выборов на безальтернативной основе в 1991 году толпами людей исполнялись прославляющие Басиля песни, на транспорте, закреплённом за вооружёнными силами и службами госбезопасности, размещались его портреты, в государственных СМИ Хафеза начали называть «Отец Басиля». Последний с официальной миссией посетил короля Саудовской Аравии Фахда, а незадолго до смерти замещал отца на официальном мероприятии. 21 января 1994 года Басиль погиб в автомобильной аварии, что Асад назвал «всенародной потерей». Пропаганда продолжила использовать образ его сына, чьи изображения появлялись в общественных местах, на автомобилях, посуде, одежде, часах, сам он был провозглашён Баас примером для подражания для молодёжи. Почти сразу же после смерти Басиля Хафез стал готовить в преемники 29-летнего Башара.
Вице-президент Абдель Халим Хаддам противился династическому наследованию, считая его противоречащим устоям социализма, позже заявив, что Асад никогда не обсуждал свои намерения по этому поводу с членами регионального командования. К 1990-м годам суннитская фракция партии, к которой принадлежал Хаддам, не одобрявшая эту концепцию и препятствовавшая её претворению в жизнь, старела, в то время как в алавитскую благодаря Хафезу влилась новая кровь.

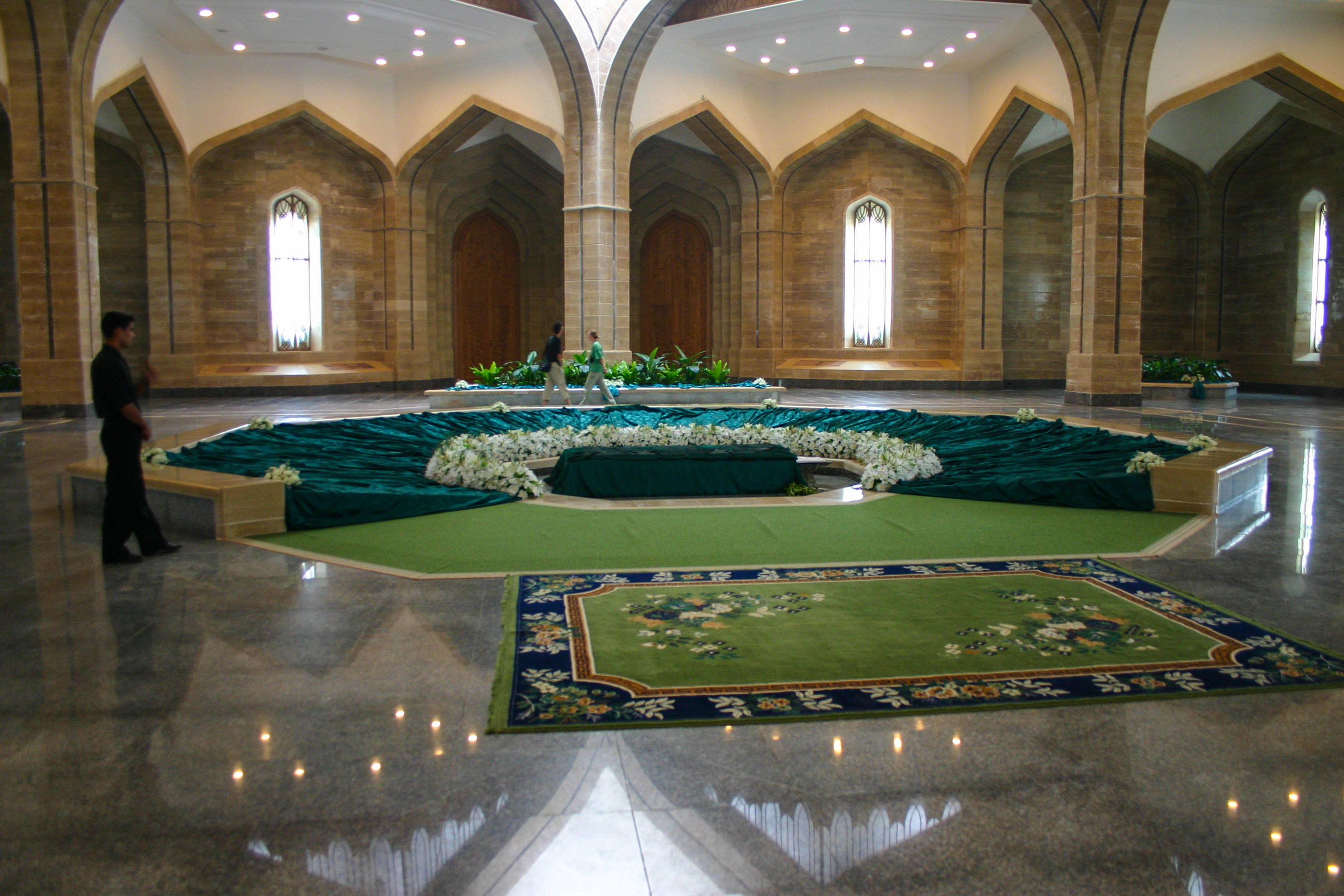
Мавзолей Хафеза в Кардахе

Вернувшись в Сирию, Башар поступил в военную академию в Хомсе, где обучался командованию танковым батальоном и на штабного офицера, некоторое время прослужив в республиканской гвардии. В январе 1999 года он был произведён в полковники. Его быстрый карьерный рост официальные СМИ объясняли «всеобъемлющим» превосходством в обучении над другими курсантами и «выдающимся» дипломным проектом. Тем временем глава государства готовил новое поколение офицеров-алавитов, призванное обеспечить переход власти к Башару: конец продолжительных перестановок в вооружённых силах и органах внутренних дел ознаменовала замена начальника генерального штаба генерала аш-Шибаби, за границей расценивавшегося как одного из возможных преемников Асада, на генерала Аслана. «Монархическое» наследование широко осуждалось как в правящей элите, так и в народе. К 1998 году сын Хафеза приобрёл позиции и в партии, занявшись Ливаном вместо Хаддама, который отвечал за отношения с этой страной с 1970-х. К декабрю 1998 года благодаря усилиям Башара должность премьер-министра Ливана вместо протеже вице-президента Рафика Харири занял Селим Хосс. В 1998—2000 годах отставкам подверглись несколько протеже и старых соратников Асада из-за сомнения последнего в их преданности Башару.
К концу 1990-х годов здоровье Хафеза заметно ухудшилось: на официальных встречах он не мог сконцентрироваться и выглядел усталым, был не в состоянии работать более двух часов в день. Несмотря на это, пресс-секретарь президента отрицал его проблемы со здоровьем, а рабочий график главы государства в 1999 году оставался практически неизменным по сравнению с графиками 1980-х годов. Асад продолжал проводить совещания, изредка посещал зарубежные государства: в июле того же года он нанёс визит в Москву. Из-за его фактического отстранения от государственных дел руководство страны приспособилось к решению повседневных задач без его участия. 10 июня 2000 года во время телефонного разговора с премьер-министром Ливана Селимом Хоссом президент Сирии умер от сердечного приступа. 40-дневный и 7-дневный траур был провозглашён в Сирии и Ливане[почему?] соответственно. 13 июня Асад был похоронен в мавзолее, где уже покоился Басиль, в родной деревне Кардаха. В декабре 2024 года, после падения режима Асада, мавзолей был разрушен, а гроб с телом Асада был сожжен мятежниками.

## Семья

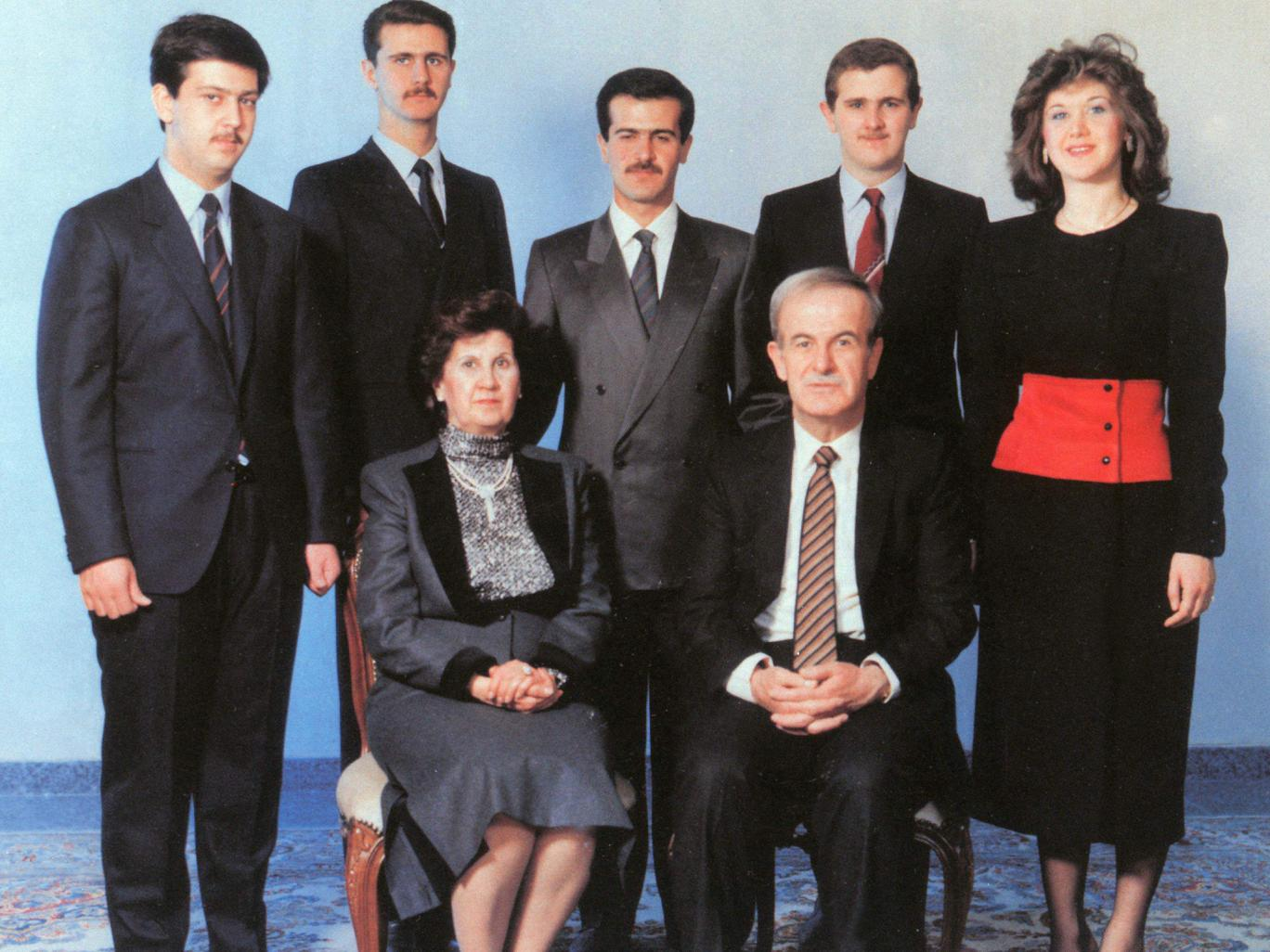
Асад с женой и семьёй: слева направо — Махер, Башар, Басиль, Меджид и Бушра

Жена — Аниса, урождённая Махлюф (1930—2016), в браке с 1957 года. Она происходила из влиятельного семейства. Считалось, что Аниса имела большое влияние на сына Башара, выступая за жестокое подавление протестов, позже вылившихся в гражданскую войну. В январе 2013 года вдова Хафеза перебралась в Дубай, где проживала вместе с дочерью Бушрой. Скончалась 6 февраля 2016 года там же.
Дети:
- Бушра (родилась в 1960) — фармацевт, вдова заместителя директора управления военной разведки генерала Шауката, погибшего в результате теракта в 2012 году. В настоящее время с пятью детьми проживает в Абу-Даби[152][153].
- Басиль (1962—1994) — офицер сирийской армии, потенциальный наследник после событий 1983—1984 годов. Погиб в автокатастрофе[154].
- Башар (родился в 1965) — бывший президент. До гибели брата учился на офтальмолога, затем был отозван на родину. Женат на Асме Асад, играющей значительную публичную роль. В браке родилось трое детей[155].
- Меджид (1966—2009) — инженер-электрик. Страдал тяжёлыми психическими заболеваниями, в 2009 скончался после долгой болезни[156][157][158].
- Махер (родился в 1967) — командующий республиканской гвардией и элитной 4-й бронетанковой дивизией[159], член центрального комитета партии. Женат, имеет двух дочерей[156][160]. 18 июля 2012 года был тяжело ранен в результате взрыва в штаб-квартире военной разведки в Дамаске; как сообщается, потерял ногу (однако позже данная информация была опровергнута)[161][162].

## Награды
- Димитровская премия (14 июня 1984 года, Народная Республика Болгария)[163]